# ふるさとバンザイ!
『ふるさとバンザイ！』は、BS朝日で2012年9月29日から不定期に放送されていた生放送紀行番組である。

## 概要
「故郷への想い。人との繋がり。」をテーマに、毎回一つの市町村の魅力を現地からの生中継とVTR等で紹介する。
土曜・日曜・祝日の午後に放送されている。祭りやイベント会場からの生中継を行うことも多い。
番組で取り上げる市町村を放送エリアとするテレビ朝日系列局との共同制作で、その土地に関連があるタレントと系列局アナウンサーが進行する（別途にゲストを呼ぶ回もある）。なお共同制作する局は、地上波で同時放送する。
2015年10月3日の岡山県高梁市からの中継を行って以降、2016年度以降は一度も放送されていない。
最も多く制作に参加したのは、長野朝日放送の4回で後述の通りうち3回は特別番組「みつめて、信州生テレビ」の一部として放送された。また、クロスネット局も唯一福井放送が参加した。テレビ朝日系列の系列参加番組はこの番組を最後に定時ニュースを除いてクロスネット局も参加する番組は皆無となりフルネット局のみとなった。

## 放送リスト
| 市町村名               | 放送時間                     | 出演者                                                                                            | 共同制作局             | 備考 |
| ---------------------- | ---------------------------- | ------------------------------------------------------------------------------------------------- | ---------------------- | ---- |
| 長野県長野市（善光寺） | 2012年9月29日 12:00 - 12:55  | 島田秀平（長野市出身） 草田敏彦、青池玲奈（abnアナウンサー）他                                    | 長野朝日放送（abn）    | ※    |
| 福井県越前町           | 2012年11月17日 13:00 - 13:55 | パトリック・ハーラン 山田恵梨子、西田隆人（FBCアナウンサー）他                                    | 福井放送（FBC）        |      |
| 長崎県長崎市           | 2012年2月17日 16:00 - 16:55  | 金子昇（長崎市出身） 大嶋真由子、北浦静香（NCCアナウンサー）他                                    | 長崎文化放送（NCC）    |      |
| 岡山県津山市           | 2013年4月13日 16:00 - 16:55  | ラモス瑠偉、有坂翔太（津山市出身の料理研究家） 斎藤康之・北村実穂（KSBアナウンサー）他            | 瀬戸内海放送（KSB）    |      |
| 長野県中野市           | 2013年6月16日 14:00 - 14:55  | 滝沢沙織（中野市出身） 青池玲奈、山岡秀喜（abnアナウンサー）他                                    | 長野朝日放送（abn）    |      |
| 長野県千曲市           | 2013年9月28日 13:00 - 13:55  | 中島史恵（長野県出身） 青池玲奈、草田敏彦（abnアナウンサー）他                                    | 長野朝日放送（abn）    | ※    |
| 青森県黒石市           | 2013年10月26日 13:00 - 13:55 | 南明奈 対馬孝之、坂本佳子（ABAアナウンサー）他                                                    | 青森朝日放送（ABA）    |      |
| 新潟県村上市           | 2013年11月2日 13:00 - 13:55  | 原幹恵（村上市出身） 小山裕久、五十嵐利恵（UXアナウンサー）他                                     | 新潟テレビ21（UX）     |      |
| 長崎県島原市           | 2013年12月22日 15:00 - 15:55 | 宮﨑香蓮（島原市出身） 西山耕平、北浦静香（NCCアナウンサー）他                                    | 長崎文化放送（NCC）    |      |
| 福島県下郷町           | 2014年2月8日 13:00 - 13:55   | 梅沢富美男（福島県出身） 笠置わか菜、安藤桂子（KFBアナウンサー）他                                | 福島放送（KFB）        |      |
| 熊本県熊本市           | 2014年3月16日 15:00 - 15:55  | 勝野洋（熊本県出身）、くまモン、ばってん城次 松田朋子、鑪加奈（KABアナウンサー）他                | 熊本朝日放送（KAB）    |      |
| 石川県金沢市           | 2014年4月12日 15:00 - 15:55  | 田中美里（金沢市出身） 牧野慎二、金子美奈（HABアナウンサー）他                                    | 北陸朝日放送（HAB）    |      |
| 静岡県浜松市           | 2014年4月26日 13:00 - 13:55  | 鈴木砂羽（浜松市出身） 杉本孝一、広瀬麻知子（SATVアナウンサー）他                                 | 静岡朝日テレビ（SATV） |      |
| 山形県山形市           | 2014年6月21日 13:00 - 13:55  | 小林綾子 熊谷瞳、高橋聡美（YTSアナウンサー）他                                                    | 山形テレビ（YTS）      |      |
| 福島県会津若松市       | 2014年9月23日 13:00 - 13:55  | 佐藤B作（福島県出身） 笠置わか菜、猪俣理恵（KFBアナウンサー）他                                   | 福島放送（KFB）        |      |
| 長野県駒ヶ根市         | 2014年9月27日 13:00 - 13:55  | 羽場裕一（長野県出身）、華恵 平沢幸子、吉田一平（NABアナウンサー）他                              | 長野朝日放送（abn）    | ※    |
| 岩手県雫石町           | 2014年10月18日 14:00 - 14:55 | 山川恵里佳（岩手県出身）、そのだつくし（雫石町在住） 中尾考作、坂本奈津美（IATアナウンサー）他    | 岩手朝日テレビ(IAT)    |      |
| 青森県五所川原市       | 2015年6月20日 13:00 - 13:55  | 又吉直樹（ピース）角田周（青森県五所川原市 観光カリスマ） 対馬孝之、坂本佳子（ABAアナウンサー）他 | 青森朝日放送（ABA）    |      |
| 岡山県高梁市           | 2015年10月3日 15:00 - 15:55  | 水道橋博士（岡山県出身） 斎藤康之、荒木優里（KSBアナウンサー）他                                  | 瀬戸内海放送（KSB）    |      |

- ※長野朝日放送では、特別番組「みつめて、信州生テレビ」の一部として放送。